# 버그도프 굿먼
버그도프 굿먼(Bergdorf Goodman)은 미국의 고급 백화점 체인이다. 뉴욕 5번가에 본점이 있다. 경쟁 고급 백화점 체인으로 색스 피프스 애비뉴, 바니스 뉴욕, 네이먼 마커스, 로드 & 테일러, 블루밍데일스 등이 있다.

## 같이 보기
- 바니스 뉴욕
- 색스 피프스 애비뉴